# إلمر أ. كينيون
إلمر أ. كينيون هو شخصية أعمال وفلاح وسياسي أمريكي، ولد في 14 سبتمبر 1870، وتوفي في 11 مارس 1922. نشط حزبياً في الحزب الجمهوري. وقد انتخب عضو جمعية ولاية ويسكونسن ‏.